# Стронгест
«Стро́нгест» (англ. The Strongest) — боливийский футбольный клуб из фактической столицы страны Ла-Паса.
«Стронгест» — один из старейших клубов Боливии. Противостояние с ещё одним клубом из Ла-Паса, «Боливаром», является самым важным класико в боливийском футболе. С 16-ю чемпионскими титулами «Стронгест» занимает второе место в истории футбола Боливии и уступает лишь «Боливару», выигравшему 22 титула.

## История
Клуб «Стронгест» был основан 8 апреля 1908 года под названием The Strong Football Club. Затем в названии появилась превосходная степень — The Strongest Football Club.
В 1911 году клуб выиграл первое футбольное соревнование, которое когда-либо проходило в Боливии — «Стронгест» стал обладателем Кубка Ла-Паса. Лига Ла-Паса, начиная с 1914 года, длительное время была вообще единственным турниром в стране. Если учитывать результаты этой Лиги, затем любительские, полупрофессиональные и, наконец, профессиональные чемпионаты всей Боливии, то «Стронгест» является единственной командой Боливии, которая не покидала Высшую лигу с самого первого соревнования в 1914 году. Даже самый титулованный клуб страны «Боливар» один сезон в конце 1960-х годов провёл во втором эшелоне боливийского футбола. Ещё две команды также никогда не покидали элиту — «Ориенте Петролеро» и «Хорхе Вильстерманн», но они были основаны значительно позднее и принимают участие в турнирах Высшей лиги только с 1950-х годов.
В 1969 году 16 игроков и три тренера и руководителя клуба погибли в авиакатастрофе. Их самолёт разбился в Андах, в местечке Вилоко, когда команда летела в Ла-Пас после товарищеского матча. Всего в той трагедии погибло 69 пассажиров и пять членов экипажа.

## Достижения
- Чемпион Боливии (профессиональные титулы) (16): 1964, 1974, 1977, 1986, 1989, 1993, Апертура 2003, Клаусура 2003, Кл. 2004, Ап. 2011, Кл. 2012, Ап. 2012, Ап. 2013, Ап. 2016
- Вице-чемпион Боливии (16): 1970, 1979, 1980, 1981, 1988, 1999, Адекуасьон 2005, Клаусура 2015, Кл. 2016, Апертура 2017, Кл. 2017, Ап. 2018, Кл. 2018, Ап. 2019, Кл. 2019, Ап. 2020
- Чемпион Лиги Ла-Паса (15)[2]: 1914, 1916 (1), 1916 (2), 1917, 1922, 1923, 1924, 1925, 1930, 1935, 1938, 1943, 1945, 1946, 1952
- Обладатель Кубка Аэросур (1): 2007